# إرفين ويلهلم مولر
إرفين ويلهلم مولر (بالألمانية: Erwin Wilhelm Müller)‏ هو فيزيائي ألماني وأمريكي، ولد في 13 يونيو 1911 في برلين في ألمانيا، وتوفي في 17 مايو 1977 في واشنطن العاصمة في الولايات المتحدة.

## وصلات خارجية
- إرفين ويلهلم مولر على موقع الموسوعة البريطانية (الإنجليزية)